# Ytter-Svanatjärnen
Ytter-Svanatjärnen är en sjö i Örnsköldsviks kommun i Ångermanland och ingår i Husåns huvudavrinningsområde.